# Pingasa alterata
Pingasa alterata là một loài bướm đêm trong họ Geometridae.